# Internationaler Waldkunstpfad
Der Internationale Waldkunstpfad ist eine Kunstausstellung, die seit 2002 zweijährlich im Darmstädter Forstrevier Böllenfalltor stattfindet und  Kunstwerke hauptsächlich aus Naturmaterialien zeigt. Die ortsspezifischen Kunstwerke entstehen im jeweils unmittelbar vorausgehenden, dreiwöchigen Symposium, das der Verein für Internationale Waldkunst e.V. veranstaltet. Besucher - insbesondere Kinder und Familien - werden hierbei bewusst miteinbezogen, insofern als man die Künstler bei der Arbeit beobachten und mit ihnen ins Gespräch kommen kann. Da viele der Kunstwerke doch länger als eine Saison erhalten bleiben, lassen sich entlang des 3,3 km langen Erlebnispfads zwischen Waldparkplatz (ca. 150 m östlich des Polizeipräsidiums Darmstadt) und Ludwigshöhe inzwischen mehr als 35 Installationen und Skulpturen entdecken.

## 1. Internationaler Waldkunstpfad „Recherche“
Unter dem Thema „Recherche“ startete im August 2002 das Künstler-Symposium. Die „Recherche“ bot lehrreiche Kunstentdeckungen und machte mit einem neuen Blick auf den Wald die hier gezeigten spannenden Verbindungen von Kunst und Natur erkennbar. 17 Künstler aus Italien, Korea, Peru, Schottland, USA (5 davon aus dem hessischen Partnerstaat Wisconsin) und Deutschland entwickelten während des Symposiums Installationen und Performances. Der Wald diente als Ursprung und Grundlage einer künstlerischen Feldforschung.

## 2. Internationaler Waldkunstpfad „Expeditionen“
Im August 2004 entstanden zum Thema „Expeditionen“ 15 Installationen und 5 Performances von 21 Künstlern aus Finnland, Großbritannien, Rumänien, Singapur, USA und Deutschland. „Expeditionen“ forderte die Künstler als Wanderer, Reisende, Forscher und Entdecker. Sie erkundeten die Themen: Geographien des Waldes, Lebensraum Forst und Mythen vom Wald. Hinzu kamen die Angebote „Kinder begegnen Künstlern“ und „Kinderexpeditionen mit Kunstwerkstatt“.

## 3. Internationaler Waldkunstpfad „Laboratorium“
Beim Waldkunst „Laboratorium“ konnte im August 2006 der Entstehungsprozess der Werke von 15 Künstlern aus Argentinien, Bulgarien, Ecuador, Finnland, Israel, Italien, Kanada, Schottland, Schweiz, USA und Deutschland während des Symposiums beobachtet werden. Erstmals fand eine Zusammenarbeit zwischen Künstlern und Wissenschaftlern statt. Beim regelmäßigen Mittwochsforum haben die Künstler aus aller Welt über ihre Arbeit berichtet. Ebenfalls wurden wissenschaftliche Vorträge im Wald gehalten. Für die Kinder wurde ein Waldlaboratorium angeboten und ein gemeinsamer Videofilm erstellt. Der Internationale Waldkunstpfad und das natürliche Umfeld des Waldes wurden zur Laborsituation für die künstlerisch-wissenschaftliche Forschung und für Projekte, etwa in Biologie, Geologie, Architektur, Psychologie oder Forstwissenschaft.

## 4. Internationaler Waldkunstpfad „Kreisläufe und Systeme“
Beim Waldkunstpfad 2008 „Kreisläufe und Systeme“ - „Cycles and Systems“ reflektierten 17 Künstler aus Argentinien, Großbritannien, Italien, Kanada, Niederlande, Portugal, USA und Deutschland, Wissenschaftler und Vortragende die Verbindungen und Veränderungsmechanismen in der Natur und im menschlichen Zusammenleben mit der Umwelt. Kreisläufe sind nur in Systemen vorstellbar und können durch Eingriffe von außen verändert werden. Im Kreislauf bestehen gegenseitige Abhängigkeiten, die gerade im Wald durch das Wechselspiel von Natur und Mensch geprägt sind. Es wurden aber nicht nur die ökologischen Einflüsse mit Mitteln der Kunst gedeutet und verarbeitet, sondern auch soziale und künstlerische Systeme einbezogen. Der Austausch zwischen Künstlern, Kuratoren, Umwelt- und Forstwissenschaftlern während der öffentlichen Konferenz im Jagdschloss Kranichstein bündelte die Energie und diente der Erweiterung des Wissens- und Erfahrungshorizontes.

## 5. Internationaler Waldkunstpfad „Freiheit und Wildnis“
Der Waldkunstpfad 2010 „Freiheit und Wildnis“ folgt der Mythologie und den romantischen literarischen Bildern des Waldes - „Überleben in der Wildnis“, „Freiheit der Gedanken“, „Zurück zur Natur“. 16 Künstler aus China, Großbritannien, Italien, Kanada, Schweiz, USA und Deutschland spiegeln in ihren Werken die Idee von „Freiheit und Wildnis“ vor dem Hintergrund der ökologischen, sozialen, kulturellen und ökonomischen Entwicklungen im Wald und in der Natur. Führungen, Performances, Tanzprojekte, eine Kinderoper und der „Green Summit“ begleiten die Ausstellung.

## 6. Internationaler Waldkunstpfad „Realität und Romantik“

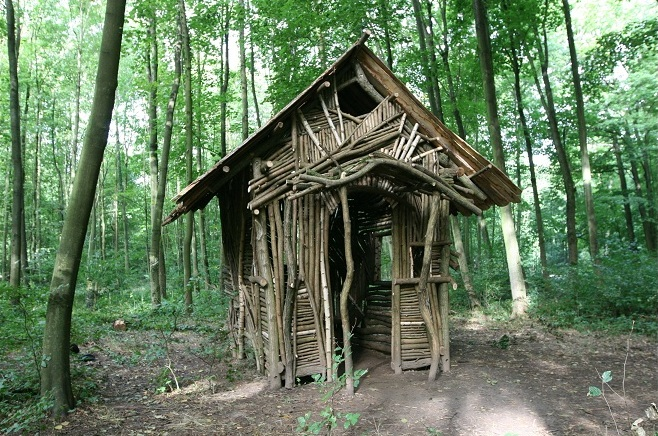
Joan Backes „Forest House“, 2012

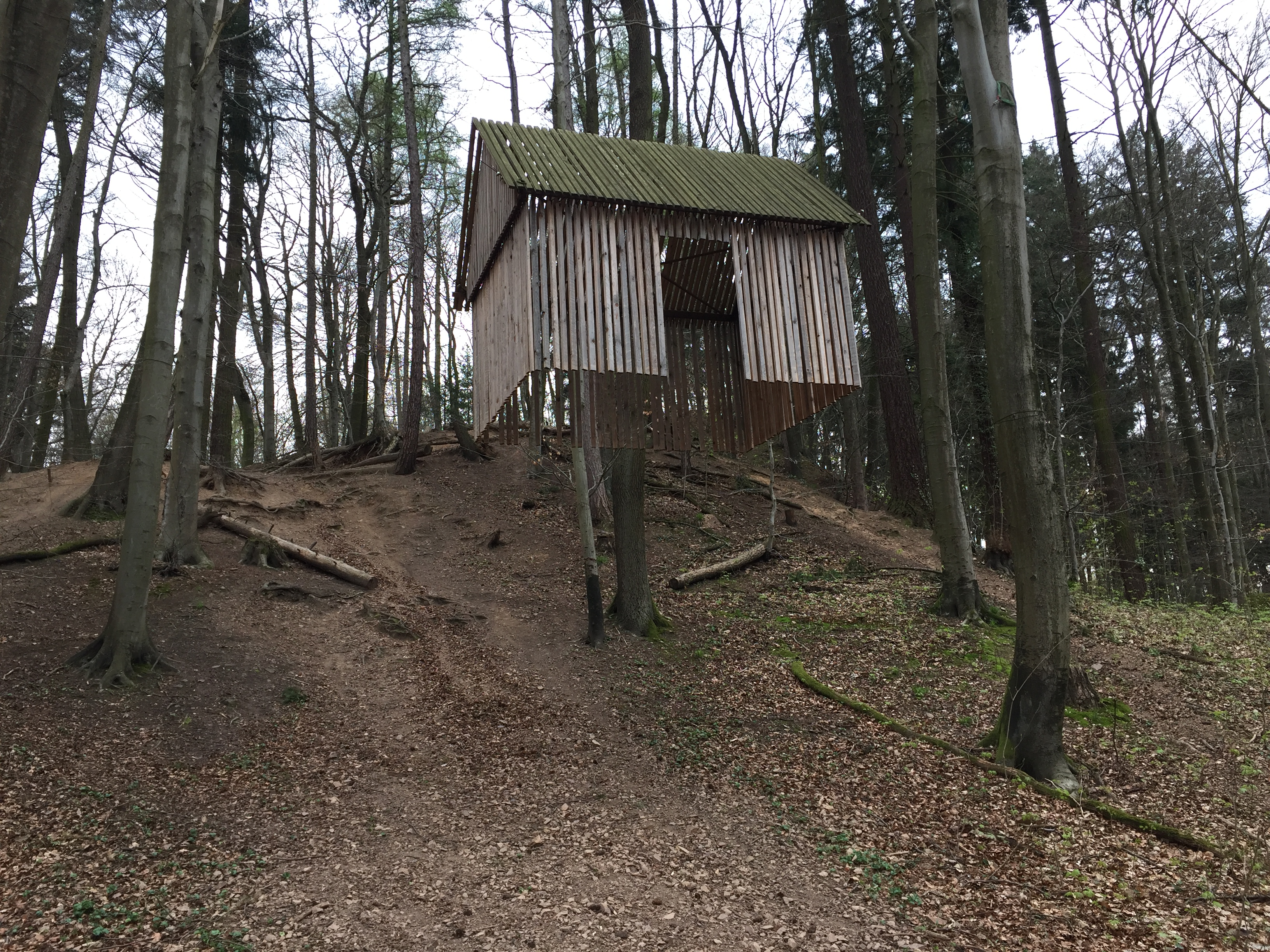
Anne Berlit „Luftschloss“, 2012

„Realität und Romantik“ 2012 beschäftigt sich mit der Bedeutung des Waldes zwischen romantischen Vorstellungen und realen Bedingungen von Natur, Umwelt und Nachhaltigkeit. Der Wald am Rande der Stadt, als Naherholungsgebiet und „grüne Lunge“ wird extensiv genutzt und bietet ein Refugium. Romantische Orte im Wald erwecken seit Jahrhunderten die Phantasie, wie bei den Dichtern der Romantik. Der „romantische Wald“ ist ein Ort zwischen Forstwirtschaft und Naherholungsanspruch, ein Ort des Übergangs und Innehaltens, eine historische Quelle und die Überlebensstrategie der Zukunft. Die 18 Kunstschaffenden kamen aus 8 Ländern: Italien, Japan, Korea, Polen, Rumänien, Ungarn, USA und Deutschland.

## 7. Internationaler Waldkunstpfad „Kunst Biotope“

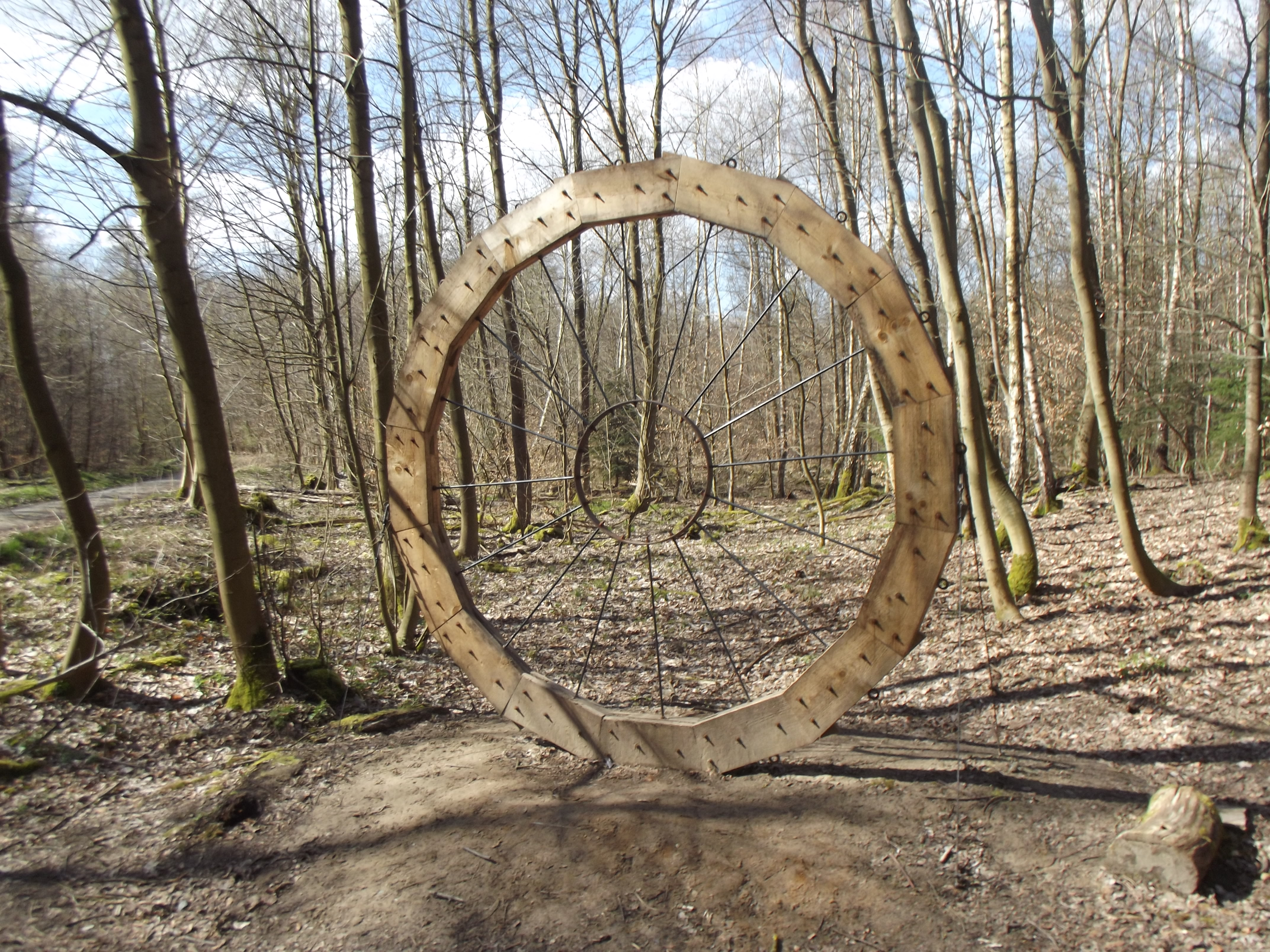
Ri Eung Woo „The Big Wheel“, 2014

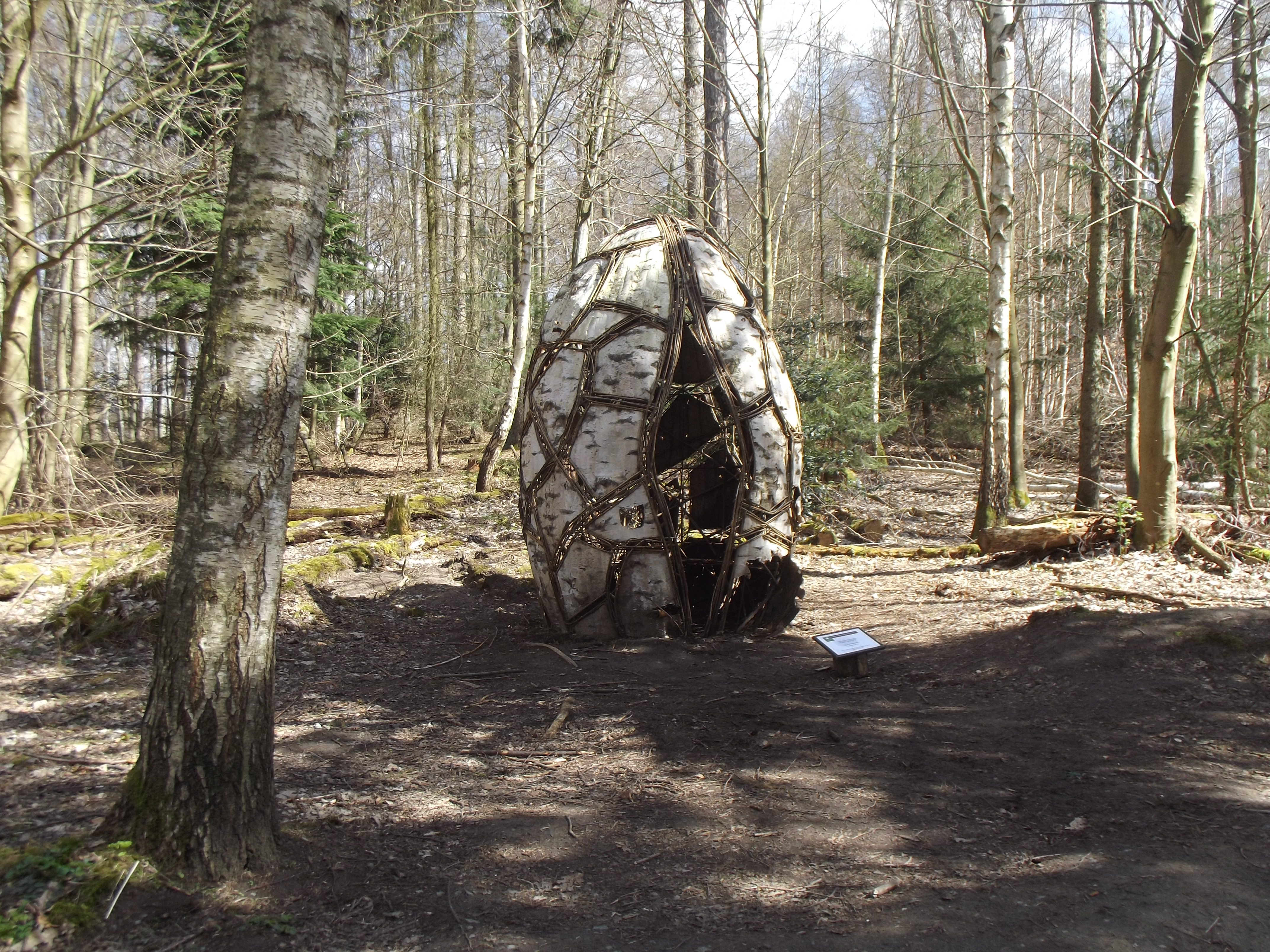
Tim Norris „Habitat“, 2014

„Kunst-Biotope“ 2014 beschäftigt sich mit Biotopen als Lebensraum für Tiere, Pflanzen, Menschen und Künstler. Der Wald ist für die Waldkunst ein gemeinsamer Ort für Natur und Kunst. Lebenswelt, Umwelt und Naturschutz spielen dabei eine große Rolle. Biotope sind die kleinsten Einheiten der Biosphäre. Diese Idee aus dem Naturschutz soll auf die Kunst übertragen werden. Künstler werden im Wald „Kunst Biotope“ erstellen und künstlerische Feldforschung betreiben. Das Konzept der Nachhaltigkeit und nachhaltiger Kunst ist seit vielen Jahren eine Grundvoraussetzung für die künstlerische Arbeit im Wald. Dieses Mal kommen die 21 Kunstschaffenden aus 11 Ländern: Bulgarien, China, Elfenbeinküste, Frankreich, Großbritannien, Italien, Kanada, Korea, Niederlande, Österreich, Schweden und Deutschland.

## 8. Internationaler Waldkunstpfad „Kunst Transformation“
Beim 8. Internationalen Waldkunstpfad „Kunst Transformation“ 2016 ging es um die Verwandlungen im Wald: wie verändern Künstler den Wald durch ihre Eingriffe, wie verändern die Besucher den Wald und wie wird der Besucher selbst durch Kunst und Natur verändert? Die Erforschung der kulturellen Bedeutung von Wald und auch künstlerische Feldforschungsprojekte im Wald loteten das Thema aus. In diesem Jahr kamen die 22 Kunstschaffenden aus 13 Ländern: Argentinien, Belgien, Finnland, Frankreich, Großbritannien, Italien, Kanada, Mexiko, Niederlande, Österreich, Russland, USA und Deutschland.

## 9. Internationaler Waldkunstpfad „Kunst Ökologie“
23 internationale Künstler aus 9 Ländern (Belgien, England, Frankreich, Italien, Japan, Namibia, Südafrika, USA und Deutschland), u. a. Kevin Sullivan, Imke Rust und Emanuela Camacci waren 2018 eingeladen, sich mit ökologischen Veränderungen zu beschäftigen.

## 10. Internationaler Waldkunstpfad „Kunst / Natur / Identität“
Am 10. Internationalen Waldkunstpfad im Jahr 2020 nahmen 15 Künstler aus sieben Ländern – Bulgarien, Elfenbeinküste, Japan, Niederlande, Portugal, Türkei und Deutschland – teil. Die 14 entstandenen Installationen, Performances und BankART beziehen sich auf Erfahrungen und das Erleben im Wald und in der Natur, so beispielsweise das Wolkenkuckucksheim des Niederländers Fredie Beckmanns. Roger Rigorth konnte dank zahlreicher Spenden sein Wald-U-Boot, 2004 entstanden, das verwitterungsbedingt 2018 hatte abgebaut werden müssen, neu bauen. Erstmals wurde zudem das Unesco Welterbe Grube Messel in die Biennale einbezogen. In dessen Besucherzentrum waren drei weitere Kunstwerke ausgestellt; Das Fossil  von Roger Rigorth, das auf der Wiese davor zur Aufstellung kam, bleibt erhalten.
Finanziell wurde die Veranstaltung unterstützt durch die Kulturstiftung Frankfurt/Rhein-Main, Stadt Darmstadt,
Sparkasse Darmstadt, Kultursommer Südhessen, Unesco-Geopark Bergstraße-Odenwald und Merckschen Gesellschaft.

## 11. Internationaler Waldkunstpfad „Kunst / Natur / Wandel“
Das Thema „Kunst Natur Wandel“ beinhaltete 2022 vier Themen: Klimawandel, sozialer Wandel durch das nahe Ludwigshöhviertel, veränderte Nutzung der Natur durch die Pandemie und der Digitale Wandel, der auch die Betrachtung von Natur wandelt.
23 KünstlerInnen aus 12 Ländern waren eingeladen teilzunehmen: aus Australien, Finnland, Kanada, Kolumbien, Korea, Mexiko, Namibia, Portugal, Slowenien, Taiwan, USA und Deutschland. Geplant waren 31 Installationen und digitale Projekte, 3 Konzerte, inklusive Gespräche, Führungen und Präsentationen. Ein umfangreiches Kinderprogramm beinhaltete einen Kinderbauwagen, Kindertheater, Führungen und Workshops.
Angeboten wurden neben digitalen Installationen und dem Besuch der Schader Galerie öffentlichen Wochenendeführungen oder die Möglichkeit, den Waldkunstpfad anand der Broschüre selbst zu erkunden.

## 12. Internationaler Waldkunstpfad „Kunst / Natur / Wandel“
Der 12. Waldkunstpfad im Sommer 2024 widmete sich dem Thema Wasser, nicht zuletzt wegen Klimawandel und daraus folgendem Wassermangel der insbesondere dem Wald zugesetzt hat. Der Wassermangel und damit einhergehende Dürren und Waldsterben verändert die Natur und den Wald maßgeblich. Daraus werden neue politische und soziale Themen abgeleitet, die in ästhetischen Formen ausgedrückt werden sollen. „Fluide“ Kunst wird als eine Chance zur Bewusstmachung des Wasserproblems aufgefasst: immer im Fluss und formbar, gleichzeitig soll Waldkunst mit digitalen Perspektive verbunden werden. Ziel sollte sein: den „Wald durchströmen mit Kunst, Klang, Worten und visuellen Impressionen, dabei die Besucher eintauchen lassen und damit sie mit allen Sinnen Wald, Natur und Wasserspüren können“.
Im Rahmen von „Citizen Art und Citizen Science“ soll Kunst, Natur und Wissenschaft für alle Menschen erfahrbar gemacht werden. Künstlerisch-wissenschaftliche Aktionen fanden statt an denen die Besucher sich direkt beteiligen konnten.
24 KünstlerInnen aus 14 Ländern waren eingeladen: aus Ägypten, Finnland, Indien, Italien, Japan, Mexiko, Mongolei, Österreich, Portugal, Spanien, Taiwan, Türkei, Ungarn, USA und Deutschland.
Ergänzt wurden die Installationen und digitale Projekte mit Konzerte, Gesprächsrunden an den Kunstwerken, Führungen und Präsentationen. Das Kinderprogramm wurde fortgeführt. Drei Mittwochsforen im Internationalen Waldkunstzentrum (IWZ) mit Vorträgen der Künstler fanden statt.

## Schwesterprojekte

### Forest Art Wisconsin „Native/Invasive“
Dieses Schwesterprojekt fand 2007 unter dem Thema „Native/Invasive“ im Northern Highland American Legion State Forest bei Minocqua (Wisconsin, USA) statt.

### Forest Art China „Poetic Forest“
Dieses Schwesterprojekt fand 2010/2011 unter dem Thema „Poetic Forest“ im Geopark Lu Shan (Jiangxi, China) statt.

### Forest Art China „Flowing Inspiration“
Dieses Schwesterprojekt fand 2015 unter dem Thema „Flowing Inspiration“ im Yu Lei Mountain (Chengdu, China) statt.